# Eurydema ventralis
La cimice dei cavolfiori (Eurydema ventralis (Kolenati, 1846)) è un insetto della famiglia delle Pentatomidae. Diffusa in tutta Italia, è dannosa per le coltivazioni di crucifere e a volte anche per le patate ed i cereali.

## Descrizione
L'E. ventralis ha una lunghezza di circa 10 millimetri; è un insetto appariscente: la sua colorazione è di solito rossa con macchie nere, ma alcuni esemplari sono arancioni o gialli.
Il corpo è appiattito; sia le elitre che le emielitre presentano delle macchie scure; il capo è arrotondato e le guance sono strette.

## Ciclo vitale

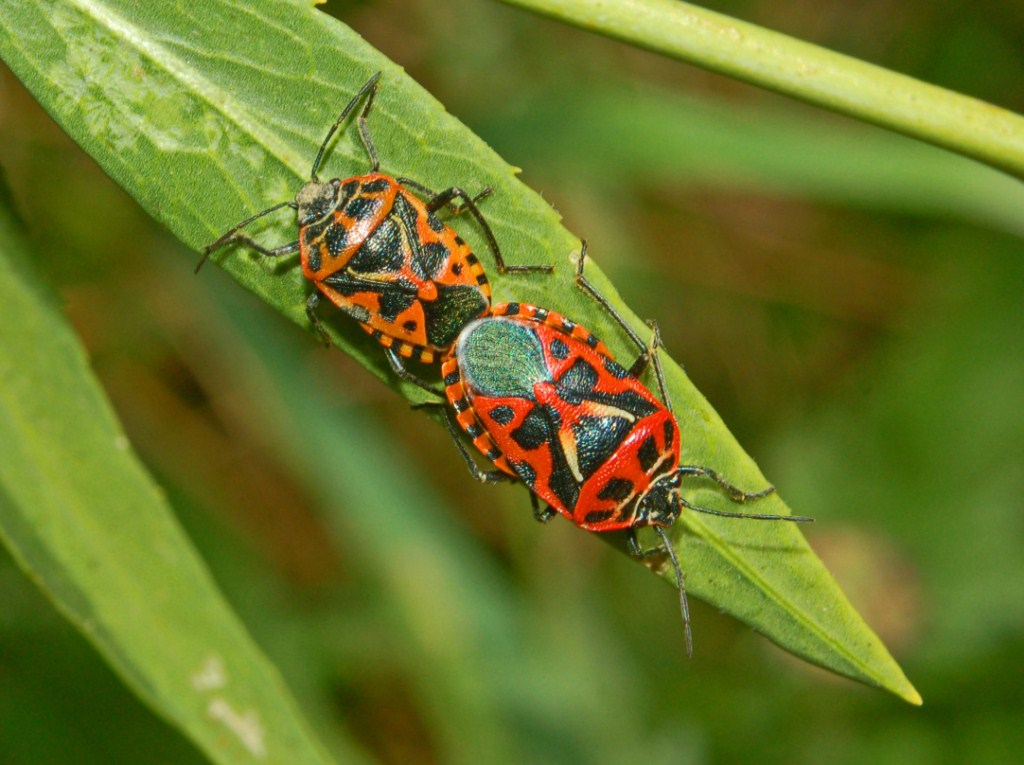
Accoppiamento tra due E. ventralis.

Il ciclo di vita dell'E. Ventralis si compone delle seguenti fasi:
- Primavera: dopo aver svernato nei rifugi invernali, gli adulti ricompaiono[2] e attaccano le silique dei cavoli[1]; nella prima metà di aprile inizia la fase dell'accoppiamento[1][2] e subito dopo si ha la deposizione delle uova[1][2]; a metà maggio si schiudono le neanidi[1], che raggiungono la maturità a giugno[1][2].
- Estate: gli adulti depongono la seconda generazione di uova, stavolta sia su crucifere che su altre piante (rosa, erba medica)[1]; a luglio le uova si schiudono, e le larve diventano mature ad agosto[2]; gli adulti della seconda generazione ritornano sulle crucifere e vi rimangono fino a settembre[1][2].
- Autunno ed inverno: gli adulti, al primo freddo, si ritirano nei rifugi invernali per svernare[1][2].

## Parassiti
Esistono vari parassiti oofagi dell'E. ventralis; tra di essi c'è il Trissolcus simoni, che ne attacca le uova, sia della prima che della seconda generazione.

## Danni
In corrispondenza delle punture degli E. ventralis si vengono a creare delle aree povere di clorofilla, che diventano secche in poco tempo; quando le punture degli insetti sono numerose e concentrate in un'area piccola, tutto il lembo della foglia rinsecchisce e rimangono verdi solo le nervature. Nelle silique le punture causano addirittura l'aborto dei semi.

## Metodi di lotta
L'uso di sostanze chimiche si effettua solo se la popolazione di E. ventralis è molto numerosa. Varie sostanze sono efficaci per controllare questa specie: macerato, prodotti nicotinici, lindano, toxafene ed esteri fosforici. I trattamenti vanno effettuati nel tardo pomeriggio, momento in cui gli E. ventralis si concentrano sulle parti alte delle piante. Le grandi infestazioni possono essere prevenute praticando una rotazione delle colture adeguata.